# Billy Graziadei
William Graziadei, meglio noto come Billy Graziadei (Boston, 28 luglio 1969), è un cantante e chitarrista statunitense, fondatore del gruppo musicale Biohazard.
Fa parte anche dei progetti collaterali Powerflo e Suicide City e del progetto solista BillyBio. Nel 2005 ha preso parte anche al progetto musicale Roadrunner United, oltre che al gruppo Blood for Blood nel 2010.
Nei testi delle canzoni scritte per i suoi gruppi, Graziadei parla della realtà della vita di periferia di New York, contro l'intolleranza culturale, il razzismo e l'abuso di stupefacenti. Il cantante è anche proprietario dei Firewater Studios a Los Angeles.

## Carriera musicale

### Biohazard
Nel 1987 Graziadei cominciò una propria carriera musicale nei Biohazard, fondati coi colleghi Evan Seinfeld, Anthony Meo e Bobby Hambel. La loro musica propone testi contro l'intolleranza culturale, il razzismo e l'abuso di stupefacenti, ma anche incentrati sulla realtà della vita di periferia di New York.

### Firewater Studios
Nel 2000 il gruppo ha rinnovato le proprie prove di registrazione, fondando uno studio a Downtown Brooklyn. col nome di  Rat Piss Studios. Nel 2005, durante la lavorazione dell'album in studio Means to an End, la formazione ha inaugurato gli Underground Sound Studios a South Amboy, abbandonando i precedenti Rat Piss Studios. In 2010 Graziadei ha spostato la sua attività di registrazione a Los Angeles, nei Firewater Studios.

### Blu
Graziadei ha formato per un breve periodo il progetto trip hop Blu, insieme a Jenifer Bair degli Hilo. Dopo aver scritto e registrato una ventina di canzoni per il progetto, Bair si è spostata a Los Angeles per avviare una carriera artistica, ponendo fine all'attività collaterale con Graziadei e mettendo da parte le canzoni, ad eccezione di tre demo rimasti però inediti.

### Suicide City
Nel 2004 Graziadei ha fondato i Suicide City con Karl Bernholtz, A. J. Marchetta, Jennifer Arroyo e Danny Lamagna.

### Roadrunner United
Nel dicembre 2005 Graziadei e Seinfeld hanno interpretato "Punishment", vecchio singolo della loro prima formazione, insieme a Dino Cazares dei Fear Factory, Andreas Kisser dei Sepultura, Adam Duce dei Machine Head e Joey Jordison degli Slipknot. La registrazione è stata pubblicata tre anni dopo nel DVD Roadrunner United: The Concert.

### Blood for Blood
Nel 2010 Graziadei è entrato nel gruppo hardcore punk Blood for Blood, come sostituto del chitarrista Rob Lind.

### Powerflo
Nel 2017 ha fondato i Powerflo, insieme a Sen Dog dei Cypress Hill, il secondo chitarrista Roy Lozano, il bassista Christian Olde Wolbers e il batterista Fernando Schaefer.

### BillyBio
Nel giugno 2018 è stato annunciata la registrazione, da parte del cantante, di un album in studio del suo progetto solista BillyBio. L'album, intitolato Feed the Fire, è stato pubblicato il 30 novembre 2018. I BillyBio sono stati anche il gruppo di apertura dei colleghi Life of Agony, per il loro tour Rise of the Underground, tenuto ad ottobre dello stesso anno. Nei primi mesi del 2019 i BillyBio si sono uniti in tour coi Madball.

### Viral
Nell'ottobre 2019 è uscito il singolo Disorder, accreditato alla formazione Viral, fondata da Graziadei e dal cantante Frankie Cassara, che hanno preso anche parte in Europa ad un tour dei colleghi tedeschi Die Krupps.

## Arti marziali
Graziadei, oltre che cantante e chitarrista, è anche addestrato da diversi anni in jiu jitsu brasiliano, di cui è cintura nera.

## Discografia
- 2018 - Feed the Fire[24]
- 2022 - Leaders And Liars